# 马尼厄
马尼厄（法語：Magneux，法語發音：[maɲø]）是法国马恩省的一个市镇，位于该省西部，属于兰斯区。

## 地理
马尼厄（49°18'23"N, 3°43'16"E）面积3.19 平方千米，位于法国大東部大區马恩省，该省份为法国东北部内陆省份，北起阿登省，西北接埃纳省，西南接塞纳-马恩省，南至奥布省，东南接上马恩省，东临默兹省。
与马尼厄接壤的市镇（或旧市镇、城区）包括：韦勒河畔布勒伊、库尔朗东、库维尔、菲姆、安谢尔。

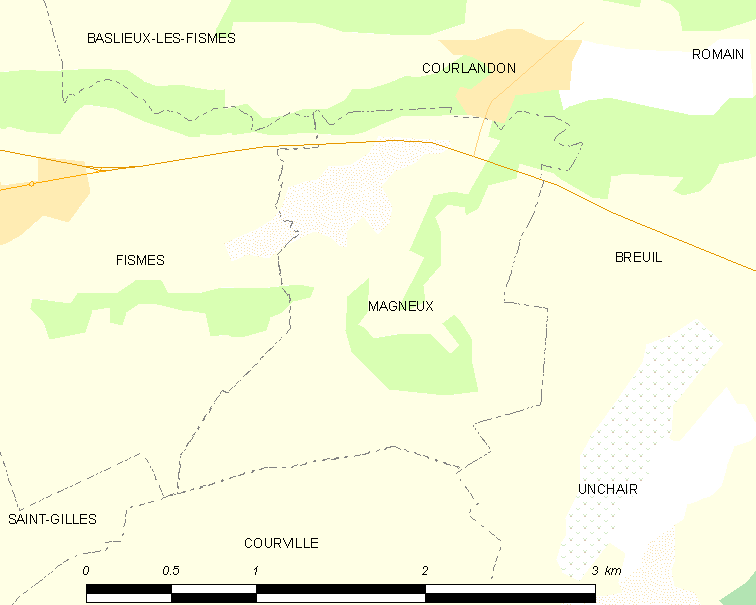
马尼厄的OSM定位图

马尼厄的时区为UTC+01:00、UTC+02:00（夏令时）。

## 行政
马尼厄的邮政编码为51170，INSEE市镇编码为51337。

## 政治
马尼厄所属的省级选区为菲姆-兰斯山县。

## 人口

1962-2008年间马尼厄人口变化图示

马尼厄于2022年1月1日时的人口数量为266人。